# 菲律宾裔意大利人
菲律賓裔意大利人，是指來自菲律賓的移民或移民後裔的義大利人。菲律賓人是義大利第五大移民社區，僅次於羅馬尼亞人、阿爾巴尼亞人、北非阿拉伯人和烏克蘭人。義大利是菲律賓人最大的歐洲移民目的地之一，其他兩個是英國和西班牙。義大利首都羅馬和米蘭市是最大的菲律賓人社區的所在地。
大約有108,000名有證菲律賓人作為臨時工或永久居民居住在義大利，對無證菲律賓人人數的估計差異很大，從20,000人到80,000人不等。2008年，義大利統計局ISTAT（Istituto Nazionale di Statistica）報告稱，有記錄在案的菲律賓人生活在義大利，在2007 年這一數字為105,675人。

## 今天的菲律賓人
63%菲律賓裔義大利人是女性，她們大多擔任家政助理。菲律賓勞工和就業部表示，義大利允許每年5000名非季節性/正式工人入境，高於2007年的3000 名。勞工和就業部表示，這一變化是“對與菲律賓在移民問題上的良好雙邊合作表示讚賞”。義大利大約有60個菲律賓人組織，其中大多數以教堂為基礎，但也有幾個文化和公民團體。菲律賓婦女委員會就是其中之一，旨在教育菲律賓女性移民瞭解她們的權利並代表她們進行遊說。
菲律賓人在義大利的就業水準高於外國人的平均水準（就業率77% 和失業率 7.2%）。然而，他們的薪水仍然相當低（803.00 歐元），只有20%的人在中高級職業中找到工作。
2007年，義大利為持有菲律賓駕照的菲律賓人提供免費的義大利駕照。

## 匯款
2007年，在義大利的菲律賓人向菲律賓匯回了相當於5億美元的匯款，使其成為僅次於美國、沙烏地阿拉伯和加拿大的第四大匯款來源。呂宋島八打雁省的馬比尼鎮廣泛受益於在義大利的菲律賓人;該鎮擁有比任何其他菲律賓城鎮或城市都多的前海外居民。大多數居住在國外的人都在義大利工作，今天馬比尼的一部分地區擁有用匯款建造的大型房屋，被稱為“小義大利”。然而，由於2008年經濟衰退，義大利的匯款增長速度比平時慢得多。